# مادریدخس
مادریدخس (به اسپانیایی: Madridejos, Toledo) یک شهرستان در اسپانیا است که در استان تولدو واقع شده‌است.

## خصوصیات
مادریدخس ۲۶۲ کیلومترمربع مساحت و ۱۱٬۳۰۴ نفر جمعیت دارد و ۶۹۷ متر بالاتر از سطح دریا واقع شده‌است.